# TT139
La tombe thébaine TT 139 est située à Cheikh Abd el-Gournah, dans la nécropole thébaine, sur la rive ouest du Nil, face à Louxor en Égypte.
C'est la sépulture de Pairi (Pȝ-jrj), prêtre-ouâb devant Amon, surveillant des paysans, datant du règne d'Amenhotep III (XVIIIe dynastie).